# Stanisław Schmidt
Stanisław Schmidt (Szmidt) (ur. 16 kwietnia 1904 w Borysławiu, zm. 4 lipca 1977 w Gdańsku) – polski działacz partyjny i państwowy, mechanik, przewodniczący Prezydium Miejskiej Rady Narodowej w Gdańsku (1951–1954, 1958–1963).

## Życiorys
Syn tokarza Edwarda i Ludwiki z domu Jamroż, brat Ewy, Kazimierza, Jana i Edmunda. Po ukończeniu szkoły powszechnej w Borysławiu kształcił się w szkole zawodowej jako mistrz ślusarski i w technikum mechanicznym w Państwowej Szkole Budowy Maszyn w Grudziądzu. Od 1920 pracował w Zagłębiu Naftowym w Borysławiu, Fabryce Narzędzi Wiertniczych „Nafta” oraz Fabryce Narzędzi Rolniczych „Unia-Ventzki” w Grudziądzu. W 1935 zatrudniony jako mechanik w Warsztatach Portowych Marynarki Wojennej na Oksywiu. W okresie międzywojenny działał w PPS-Lewicy i Towarzystwie Uniwersytetu Robotniczego.
W sierpniu 1939 zmobilizowany do wojska w porcie Marynarki wojennej w Helu, walczył przy obronie Helu. Po kapitulacji trafił do obozu przejściowego Victoriaschule i następnie KL Stutthof. W 1940 skierowany do podobozu „Brebernau” koło Krynicy Morskiej celem sypania wałów ochronnych, w wyniku ciężkich warunków utracił słuch w jednym uchu i zęby, a wskutek pobicia odniósł obrażenia kręgosłupa. W 1943 skierowany do pracy w fabryce beczek w Gdańsku i Stoczni Schichaua, skąd uciekł. Znalazł zatrudnienie w warsztatach samochodowych „Karol Meisner” w Gdyni.
Po wojnie zatrudniony w spółdzielni „Społem” w Gdyni przy odgruzowywaniu, a następnie jako organizator i kierownik Stacji Obsługi Samochodów w Gdyni. W grudniu 1948 został członkiem Polskiej Zjednoczonej Partii Robotniczej, w 1951 ukończył kurs dla przewodniczących Prezydiów Rad Narodowych w Józefowie. Od 1951 do 1968 członek plenum i egzekutywy Komitetu Miejskiego PZPR w Gdańsku, potem członek Komitetu Dzielnicowego Gdańsk-Wrzeszcz. Pełnił funkcję wiceprzewodniczącego Prezydium Miejskiej Rady Narodowej w Gdyni (1950–1951), następnie przewodniczącego Prezydium MRN w Gdańsku (19 lutego 1951 – 16 grudnia 1954, 12 lutego 1958 – 27 lutego 1963).
Pomiędzy 1954 a 1958 dyrektor Wytwórni Gazów Technicznych w Oliwie. W marcu 1963 zatrudniony w Gdańskiej Dyrekcji Budowy Osiedli Robotniczych, a po jej likwidacji do Okręgowej Dyrekcji Inwestycji Miejskich nr 1, którą kierował do maja 1968. W latach 1968–1972 prezes Robotniczej Spółdzielni „Budowlani” w Gdańsku. Działał w związkach zawodowych, a także w Związku Bojowników o Wolność i Demokrację.

## Życie prywatne
W 1945 poślubił Krystynę z domu Cieślicką, mieli córki Jolantę i Danutę. Został pochowany na Cmentarzu Srebrzysko w Gdańsku, w 2013 jego prochy ekshumowano i pochowano na cmentarzu w Gdyni-Małym Kacku.

## Odznaczenia i wyróżnienia
Odznaczony Złotym i Srebrnym Krzyżem Zasługi, Krzyżem Kawalerskim Orderu Odrodzenia Polski, Krzyżem Walecznych i Medalem 10-lecia Polski Ludowej (1955). Otrzymał także odznakę „Za zasługi dla Gdańska” i odznakę „Zasłużonym Ziemi Gdańskiej”.